# Sphaerospira
Sphaerospira är ett släkte av snäckor. Sphaerospira ingår i familjen Camaenidae.

## Dottertaxa tillSphaerospira, i alfabetisk ordning[1]
- Sphaerospira appendiculata
- Sphaerospira arthuriana
- Sphaerospira bala
- Sphaerospira bayensis
- Sphaerospira bellaria
- Sphaerospira blomfieldi
- Sphaerospira challisi
- Sphaerospira cookensis
- Sphaerospira coxi
- Sphaerospira etheridgei
- Sphaerospira fortasse
- Sphaerospira fraseri
- Sphaerospira gavisa
- Sphaerospira incei
- Sphaerospira informis
- Sphaerospira macleayi
- Sphaerospira macneilli
- Sphaerospira mattea
- Sphaerospira mazee
- Sphaerospira mitifica
- Sphaerospira mortenseni
- Sphaerospira mossmani
- Sphaerospira mourilyani
- Sphaerospira oconnellensis
- Sphaerospira rawnesleyi
- Sphaerospira reducta
- Sphaerospira rockhamptonensis
- Sphaerospira sardalabiata
- Sphaerospira thorogoodi
- Sphaerospira tomsoni
- Sphaerospira volgiola
- Sphaerospira yulei
- Sphaerospira zebina